# Johanngeorgenstadt
Johanngeorgenstadt je bývalé horní město v německé spolkové zemi Sasko. Nachází se v zemském okrese Krušné hory a má přibližně 3 700 obyvatel. Leží v Krušných horách přímo na hranicích s karlovarským okresem a stejnojmenným krajem v České republice.

## Historie

### Nový domov pro exulanty

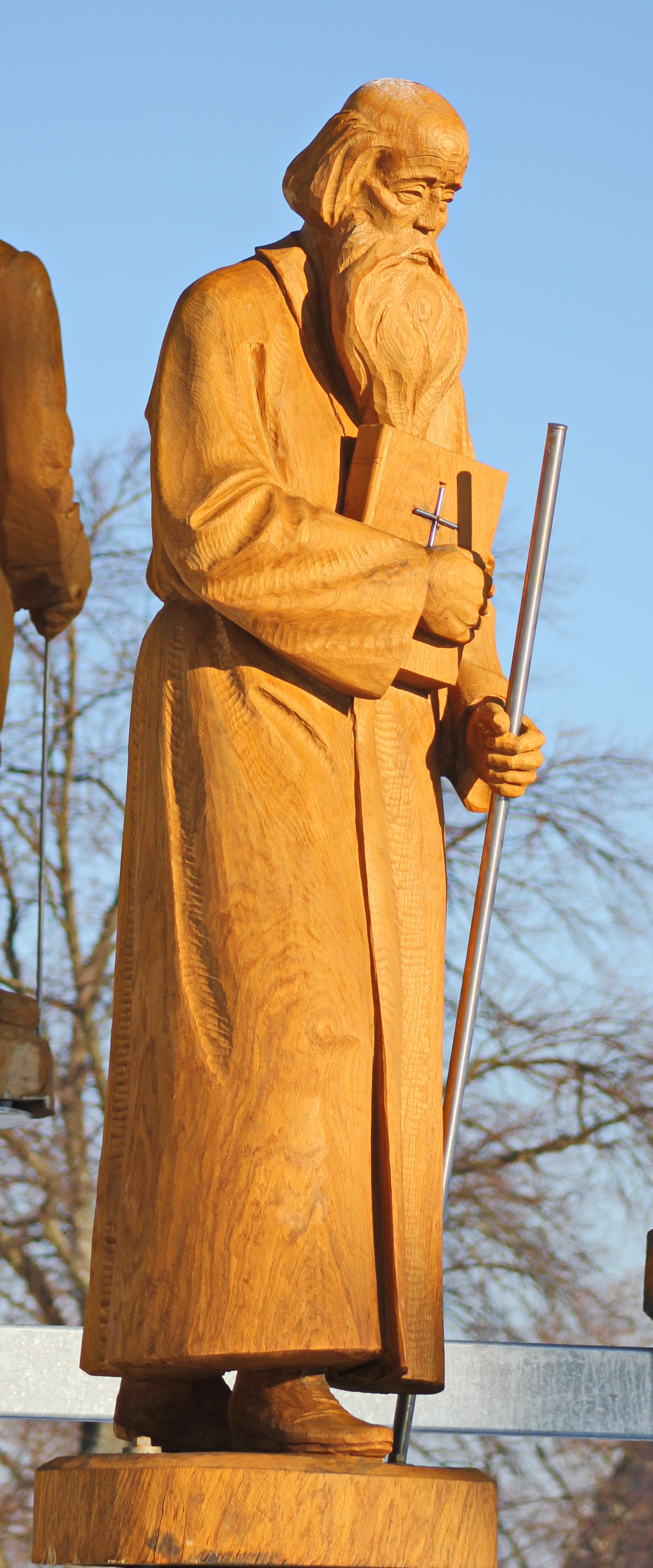
Exulant. Detail z velké pyramidy. Autor: Friedhelm Schelter.

V únoru 1654 požádalo 39 českých exulantských rodin saského kurfiřta o založení městečka na zalesněném kopci Fastenbergu, kde si už od roku 1651 prozíraví čeští měšťané začali stavět své domky. Když rekatolizační komisař Schönfeld v roce 1653 nechal z Blatné pro výstrahu vykázat dvacet evangelických rodin, cesta do jejich nového domova trvala necelou hodinu.
České žádosti o založení nového krušnohorského města saský kurfiřt z rodu Wettinů Jan Jiří I. Saský vyhověl dne 5. března 1654, dva roky před svou smrtí. Umožnil tak, aby se zde – na schwarzenberském panství, přímo za zemskou hranicí – mohli usazovat další čeští náboženští exulanti, kteří byli nuceni opustit Horní Blatnou a její okolí. Současně s tím Jan Jiří I. rozhodl, že město ponese jeho jméno. Základní kámen Johanngeorgenstadtu byl položen 11. května 1654.

### Horní město
Po roce 1656 kvůli obtížné hospodářské situaci a všeobecné chudobě bylo svobodné horní město Johanngeorgenstadt po dva roky osvobozeno od daní. Abraham Wenzel Löbel (původem z Horní Blatné), který byl jedním ze zakladatelů Johanngeorgenstadtu a v letech 1656–1666 jeho purkmistrem, se zasloužil o to, že v roce 1662 byl ve městě zřízen horní úřad. V roce 1680 bylo v Johanngeorgenstadtu a jeho okolí na sto dolů. Těžba cínu a stříbra dosáhla vrcholu v roce 1716, později však v průběhu 18. století nastal její pokles.

### Zemětřesení, hladomor, oheň
Augsburské noviny 27. října 1770 zaznamenaly, že v Johanngeorgenstadtu a okolních obcích došlo k zemětřesení, obešlo se však bez větších škod a ztrát na životech. Během další zimy 1771–1772 ve městě v důsledku hladomoru zahynulo kolem 650 lidí. Velký požár, který propukl 19. srpna 1867, zničil 287 z 355 domů ve městě včetně budovy původního městského kostela (tzv. Exulantenkirche) ze 17. století. Při požáru zahynulo dvanáct obyvatel, z toho pět dětí.

### Počátky průmyslu

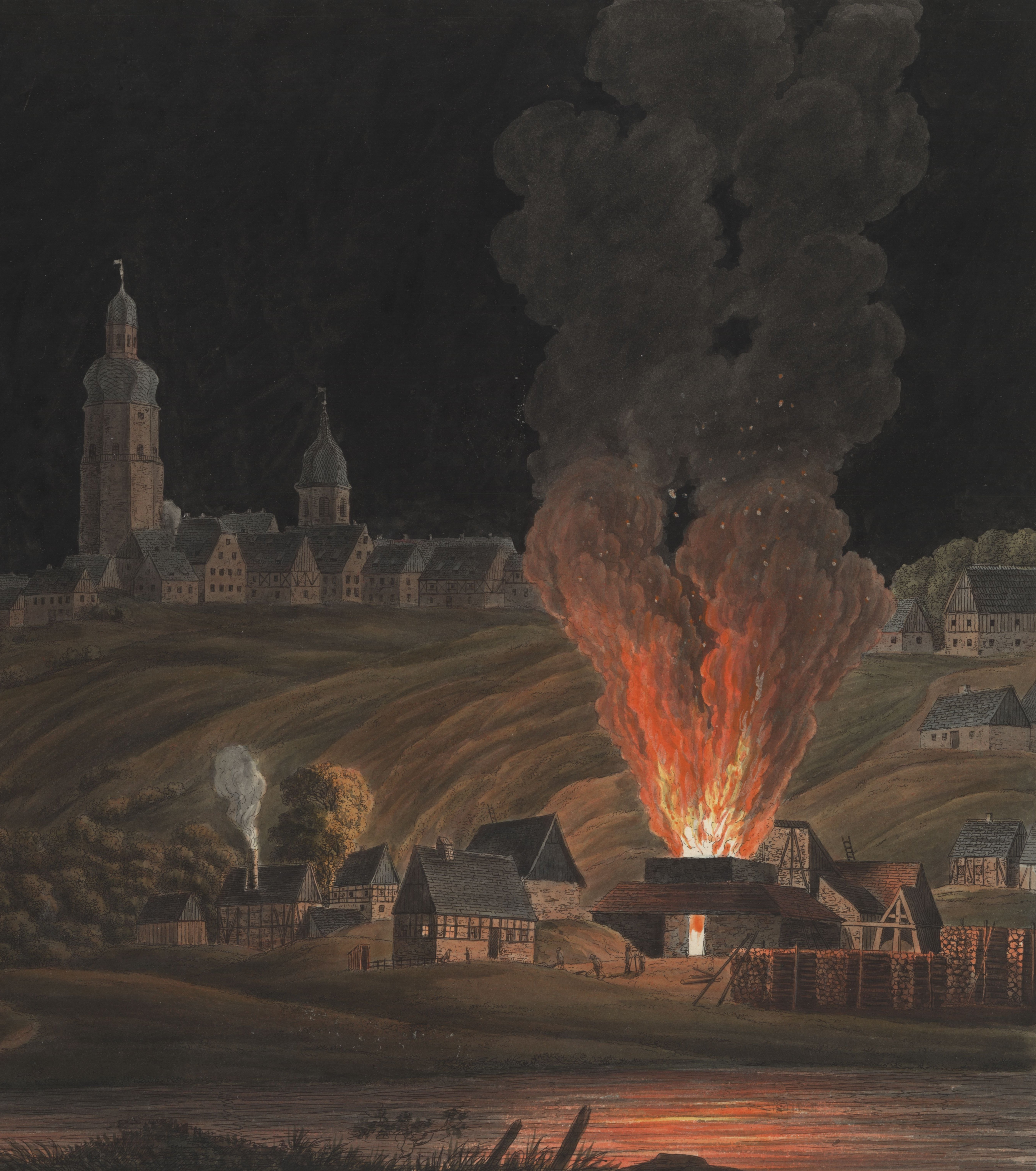
Johanngeorgenstadt osvětlený ohněm z vysoké pece (obraz z doby kolem roku 1830)

Již v roce 1651 existoval ve Wittigsthalu, pozdější části Johanngeorgenstadtu, hamr. Hamerník a podnikatel Carl Gotthilf Nestler vybudoval v roce 1828 v lokalitě Haberlandmühle válcovnu železného plechu, první svého druhu v Sasku. V průběhu 19. století se ve městě rozvinulo též krajkářství a rukavičkářství.

### Novodobé dějiny
V roce 1929 byl poblíž Johanngeorgenstadtu vybudován lyžařský skokanský můstek. V období druhé světové války byl ve městě pobočný tábor koncentračního tábora Flossenbürg. Bylo v něm kolem 1200 vězňů, kteří pracovali v místních továrnách, zejména při výrobě součástek pro vojenská stíhací letadla. Kvůli špatným životním podmínkám zde týdně zemřelo 20–30 vězňů. Před koncem války byl 13. dubna 1945 tábor evakuován a vězni museli podstoupit pochod smrti do Terezína. Po skončení druhé světové války byly v oblasti Schneebergu a Johanngeorgenstatu pod vedením sovětských poradců a okupačních orgánů zahájeny průzkumné práce pro těžbu uranu, který byl nezbytnou surovinou pro výrobu sovětských jaderných zbraní.

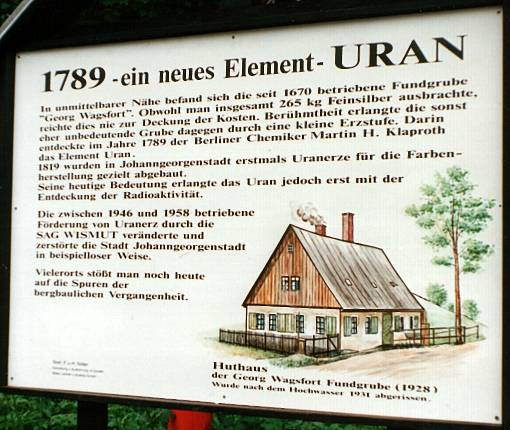
Informační tabule připomínající nález uranu na území města

Během pěti poválečných let, od roku 1948 do roku 1950, v důsledku rozvoje těžby uranu vzrostl počet obyvatel Johanngeorgenstadtu z 6 500 (1945) na 42 000 (1950). Těžbou byla zároveň postižena značná část Starého Města (Altstadt), z něhož muselo být přesídleno na 4000 obyvatel do nové místní části Neustadt, založené v roce 1952.
Od roku 1955 nastal ve fastenberských dolech postupný pokles těžby uranu a v roce 1958 byla těžba zcela ukončena. K tomuto datu bylo z dolů v Johanngeorgenstadtu odvezeno do Sovětského svazu zhruba  10 000 tun uranové rudy, přičemž toto množství obsahovalo cca 3 500 tun uranu.
Po roce 1990 došlo ve městě k likvidaci většiny průmyslu: textilních a rukavičkářských závodů, továrny na výrobu nábytku i místního strojírenství. V souvislosti s tím nastal výrazný úbytek počtu obyvatelstva, který poklesl pod předválečnou úroveň. Tato skutečnost byla doprovázena dalším jevem – zvýšeným počtem prázdných budov ve městě, z nichž některé, včetně historických objektů, musely být na počátku 21. století kvůli havarijnímu stavu zbořeny. Výdaje města byly mnohem vyšší než jeho příjmy. Například v roce 2011 byl roční schodek městské pokladny 600 000 eur a celkový dluh města dosahoval 9,6 miliónů eur.

## Přírodní poměry
Johanngeorgenstadt leží na východních svazích masívu Fastenbergu (891 metrů) při ústí hraničního potoka Breitenbach (česky Blatenský potok) do říčky Schwarzwasser (česky Černá), pravostranného přítoku Cvikovské Muldy. Dalšími vrcholy, které město obklopují, jsou Auersberg (1019 metrů) a Riesenberg (923 metrů) na severozápadě, Rabenberg (913 metrů) a Písková skála (961 metrů) na východě a Silberberg (847 metrů) na jihozápadě. Dále na jihu se nachází Zaječí vrch (1009 metrů) a skály Na Strašidlech (913 metrů) a na jihovýchodě Blatenský vrch (1043 metrů).
Charakter zdejšího podnebí je dán polohou města – například místní část Neustadt leží přímo ve vrcholových partiích Fastenbergu v nadmořské výšce 891 metrů. Sněhová pokrývka zůstává ve městě nezřídka až polovinu roku. Chladnější počasí bývá doprovázeno silným větrem. Od konce 19. století se proto Johanngeorgenstadt stal vyhledáváním místem pro rekreační pobyty během horkých letních měsíců. Již v 18. století se západní části saského Krušnohoří a Vogtlandu začalo říkat Saská Sibiř a Johanngeorgenstadt v souladu s tím později získal přezdívku Johannsibirsk.

## Obecní správa
Johanngeorgenstadt se skládá z místních částí Altstadt (Staré Město, lidově přezdívané Sockendorf, které leží nejblíže státní hranici s ČR), Mittelstadt, Neustadt, Schwefelwerk, Jugel (Ober-a Unterjugel), Henneberg, Wittigsthal, Pachthaus, Heimberg (se sídlem Külliggut), Steigerdorf (včetně Haberlandmühle), Steinbach a Sauschwemme. Součástí města ještě bývalo zaniklé sídlo Neuoberhaus.

## Doprava

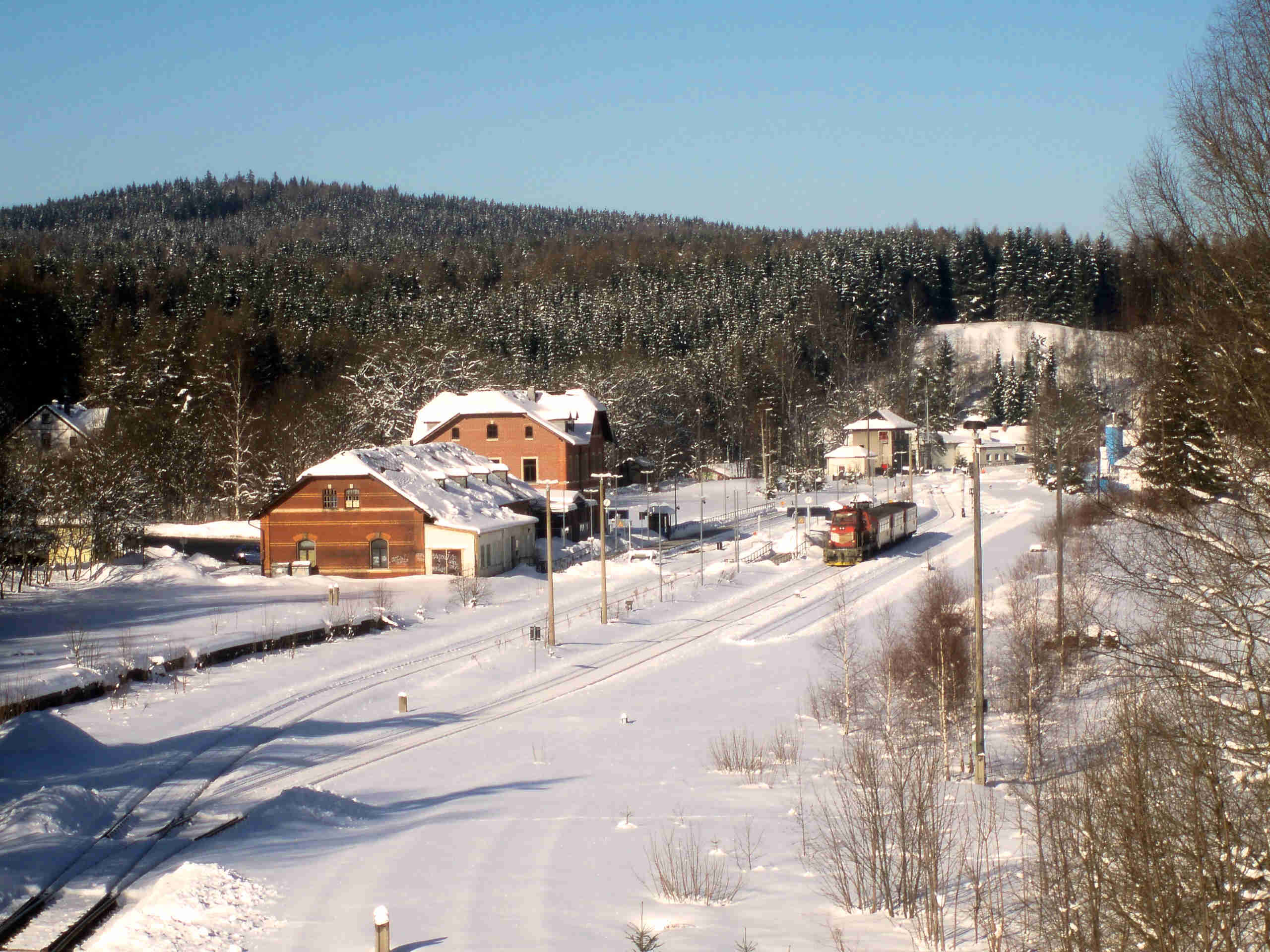
Nádraží v Johanngeorgenstadtu s vlakem, odjíždějícím do Karlových Varů (snímek z ledna 2011)

Mezi Karlovými Vary a Johanngeorgenstadtem je denně zajištěno spojení šesti páry vlaků (jízdní řád ČD 2015/2016) po trati, dokončené v roce 1899, které se přezdívá Krušnohorský Semmering. Ve stanici Johanngeorgenstadt na tuto železnici navazuje regionální trať Německých drah do města Schwarzenberg im Erzgebirge, po níž projíždějí v hodinových intervalech přímé vlaky z Johanngeorgenstadtu až do okresního města Zwickau.
Česká pohraniční obec Potůčky, která s Johanngeorgenstadtem bezprostředně sousedí, má kromě vlakového také autobusové spojení s Karlovými Vary, včetně tří přímých spojů denně, vedených v trase Ostrov – Jáchymov – Abertamy – Horní Blatná – Potůčky.
Přes hraniční přechod Potůčky–Johanngeorgenstadt vede cyklotrasa Euregio Egrensis, která spojuje Čechy se Saskem, Durynskem a Bavorskem.

## Pamětihodnosti

### Hornické a technické památky
Johanngeorgenstadt se sice nepřipojil k ostatním německým a českým historickým hornickým revírům, usilujícím o zapsání zdejší krajiny, poznamenané staletími hornické činnosti, na seznam světového kulturního dědictví UNESCO coby Montanregion Krušné hory – Erzgebirge, přesto se na jeho území a v nejbližším okolí nachází mnoho hornických památek.
- Schaubergwerk Frisch Glück (Glockl) – bývalý důl v údolí Wittigsthal poblíž hraničního přechodu Potůčky/Johanngeorgenstadt. Kulturní památka, zpřístupněná veřejnosti.[6]
- Další památky hornické historie na území Johanngeorgenstadtu: Dresdner Stolln, štola Eisenganz v údolí Steinbachu, štola Adolphus, štola Elias, štoly Gabe Gottes, Glück Auf, Katharina, Brüderschaft Stolln, Silberkammer, St. Wolfgang Stolln, Treue Freundschaft, Aaron Stolln, Friedrich August Stolln, Gegenglück Stolln, Rosengarten Stolln, Weiße Taube Stolln nebo pozůstatky vodního příkopu Römisch-Adler-Kunstgraben.
- Mezi technické památky dále patří zrekonstruovaný žentour Pferdegöpel (též Pulverturm, Prašná věž) nebo bývalá barvírna v místní části Unterjugel.

### Příroda
- Přírodní rezervace Kleiner Kranichsee (Malé jeřábí jezero – jedno z nejvýznamnějších vrcholových rašelinišť v Krušných horách. Malé jeřábí jezero leží v pohraniční oblasti západně od Johanngeorgenstadtu částečně na českém území.
- Hora Auersberg (1019 metrů) s pozoruhodnou kamennou rozhlednou Auersbergturm a naučnou stezkou Bergwaldgarten Auersberg
- Přírodní památka Himmelswiese (Nebeská louka) poblíž místní části Breitenbrunnu Halbemaile

### Pomníky
Na území města se nacházejí četné pomníky, připomínající jak některé historické osobnosti, například zakladatele města kurfiřta Jana Jiřího I. Saského nebo básníka Friedricha Schillera, tak i pohnuté dějiny 20. století, včetně obětí nacismu i pozdější éry stalinismu a komunismu.

## Zajímavosti
- Obraz Exulantský úděl (Exulantenschicksal) od malíře A. F. W. Herrmanna byl pořízen v roce 1927 místním luterským sborem. Obraz zobrazující rodinu na útěku se nachází v exulantském kostele a připomíná původ města.
- Johanngeorgenstadt bývá v Německu označován jako Stadt des Schwibbogens (Město vánočních obloukových svícnů), typických pro oblast saského Krušnohoří.

## Partnerská města
- Burglengenfeld, Německo (Bavorsko)
- Nejdek, Česko